# 中湖站
中湖站（韓語：중호역/中湖驛）曾为朝鲜铁路平罗线上的一个车站，位于咸镜南道新浦市，废止时间不明。